# Iruste
Iruste es una aldea de la isla-municipio de Saaremaa, condado de Saare, Estonia, con una población censada a final del año 2011 de 8 habitantes. 
La isla de Saaremaa, la mayor de las que forman el archipiélago Moonsund, está situada en el mar Báltico, al sur de la isla de Hiiumaa, frente a la costa oeste de la isla de Muhu y de la Estonia continental.